# Josef Reisenbichler

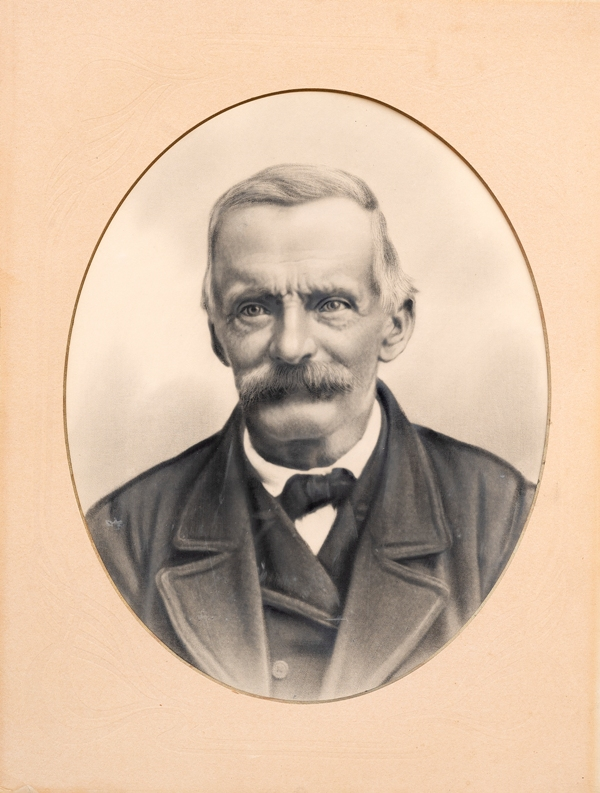
Josef Reisenbichler, um 1910

Josef (Sepp) Reisenbichler (ursprünglich Josef Reisenbüchler; genannt singender Wöfö; geb. 25. Februar 1839 in Stambach, Österreich-Ungarn; gest. 17. Mai 1914 in Rehkogl 5) war als ein einfacher Bauer mit großem volksmusikalischen Talent ein Goiserer Original.
In Stambach, einem Ortsteil von Goisern (heute Bad Goisern, Oberösterreich) geboren, übernahm er von seinem Vater Michael nach dessen Tod 1865  die „Bauernsache“ am Rehkogl 5/10, wo er bis zu seinem Tod am 17. Mai 1914 lebte und wirkte. Das Haus trug den Namen „Wölfl“, wonach Reisenbichler den Spitznamen „singender Wöfö“ erhielt.

## Arbeitsweise und Realitätsbezug
Besonders bei den monotonen Waldarbeiten vertonte Reisenbichler in Versform gedanklich Geschehnisse rund um Goisern. Diese Verse wurden überwiegend an den Kirchensonntagen in den Wirtshäusern vorgetragen. Darin kam so mancher Bürger von Goisern mit tatsächlichen Ereignissen vor. Die belegt ein Zeitungsbericht in der Salzkammergut-Zeitung mit der Überschrift „Der Dichter vor dem Richter“. Darin wird beschrieben, wie der „singende Wöfö“ vor dem Richter stand, weil sich ein Jäger wegen einer Textpassage in einem Vortragslied von Sepp Reisenbichler persönlich angegriffen und beleidigt fühlte. Der Volksmusikant wurde vom Richter als schuldig bekannt und fasste zwei Tage Arrest dafür aus. Nach der Freilassung wurde er von Ischler Bürgern „umringt, beludelt, bejubelt und bestürmt“, worauf der „Wöfö“ dieses „ehrabschneidende Gsangl“ in sämtlichen Ischler Gaststuben vortrug.

## Zusammentreffen mit dem Volksmusikanten Johann Kain
Ein Ochsenhandel zum „Kathrein-Kirchtag-Montag“, brachte Reisenbichler 1890 nach Lupitsch (Ortsteil von Bad Aussee), wo er beim „singenden Bachwirt“ Johann Kain (geb. 27. April 1820 in Puchen; gest. 11. August 1894 in Lupitsch) einkehrte. Beide hatten ähnliche musikalische Gedankengänge und verstanden sich auf Anhieb bestens. Sie sangen und spielten abwechselnd. Dieses einzige dokumentierte Treffen der beiden Volksmusikanten dauerte bis 4 Uhr früh. „Wölfl“ musste danach noch mit seinem Sohn Franz wieder zurück über den Pötschenpass nach Hause gehen.

## Liedertexte und Notenschrift
Sepp Reisenbichler schrieb, nach nicht bestätigten Niederschriften, weder Text noch Noten seiner Lieder auf. Seine „Spottgesänge“ wurden nur mündlich überliefert. Immer wieder ließen ihm Bewohner von Goisern und Ischl Begebenheiten zukommen. Diese wurden vom „singenden Wöfö“ alsbald in den Wirtshäusern vorgebracht und sorgten für schallendes Gelächter unter den Wirtshausbesuchern. Oft kam es vor, dass wegen des Andrangs Leitern an die Wirtshausfenster gelehnt wurden und den Leuten so die Teilnahme an den Vorträgen möglich wurde.

## Nachwirkung
Hans Scheutz (Chronist, Gemeindesekretär; geb. 15. Februar 1879; gest. 8. April 1959) und Franz Laimer (geb. 26. November 1878; gest. 29. Juni 1959), Zeitgenossen Reisenbichlers, haben Anfang der 1940er Jahre das Leben Reisenbichlers niedergeschrieben und stellten eine detaillierte Liste der Wörter-Ausdeutung (Übersetzung mundartlicher Ausdrücke) zusammen.
Hans Berger, Komponist und Arrangeur in Oberaudorf verwendete in einem Singspiel Sequenzen von Sepp Reisenbichler, zum Beispiel das „Finkenlied“.